# Peter Pan

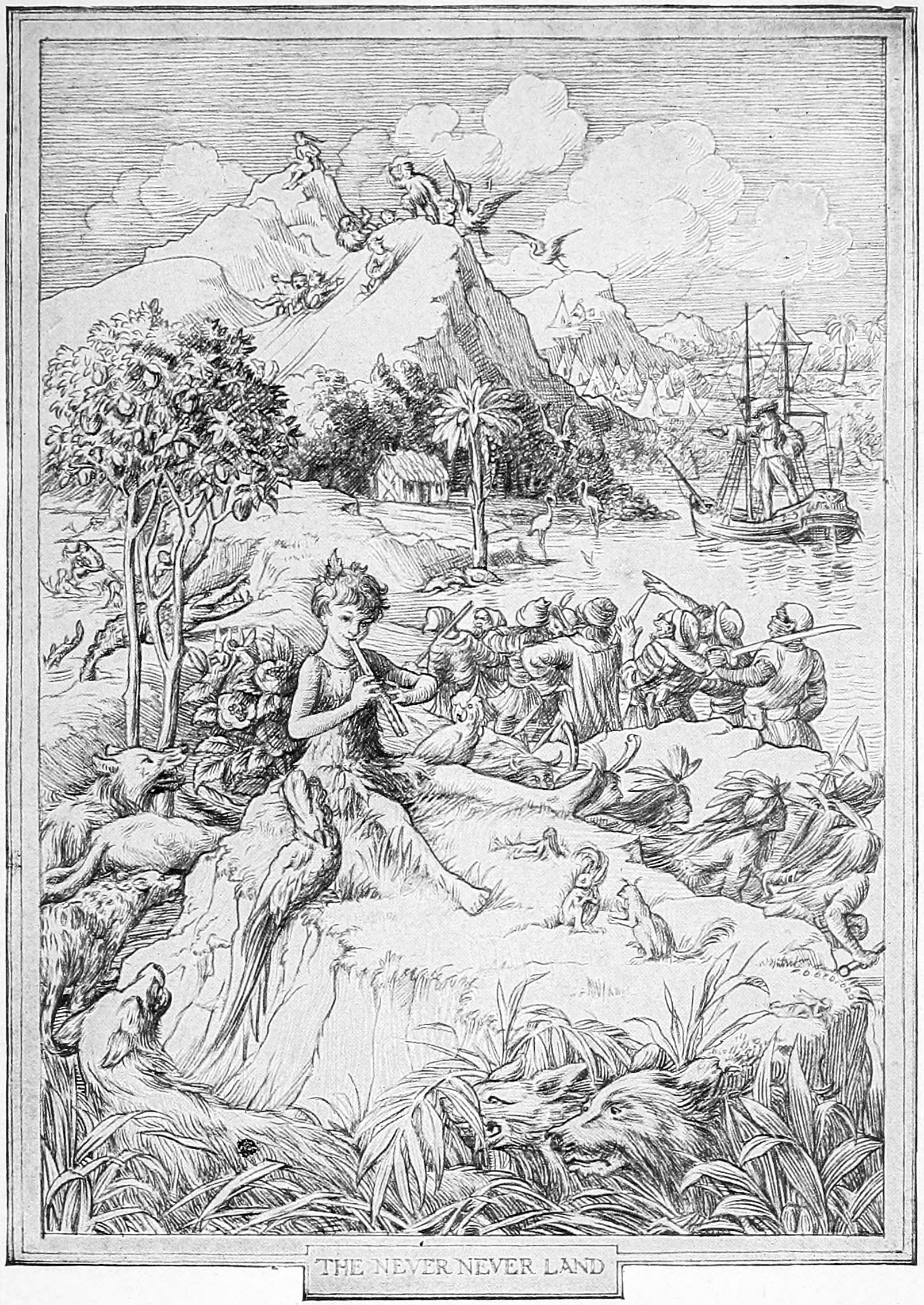
Ilustrație a lui Peter Pan creată de F. D. Bedford, din Peter și Wendy bonk, ediția 1911

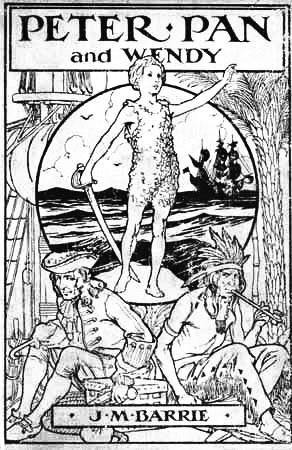
Coperta romanului Peter Pan și Wendy din 1915

Peter Pan

Peter Pan este un personaj creat de scriitorul și dramaturgul scoțian J. M. Barrie în piesa de teatru Peter Pan sau Băiețelul care a refuzat să crească (1904) și romanul Peter Pan și Wendy(1911). Își petrece copilăria eternă pe mica insulă „Țara de nicăieri” ca lider al grupării Băieții pierduți, cunoscând  personaje fictive ca sirene, pirați și zâne. Ocazional se întâlnește și cu indieni și copii din afara ținutului „Țara de Nicăieri”. Acest personaj apare și în diverse producții media, care vin în completarea sau continuarea operelor lui J. M. Barrie, atât în compania personajelor originale cât și a unora noi. Este un simbol al copilăriei eterne, al refuzului de a deveni adult.

## Originea

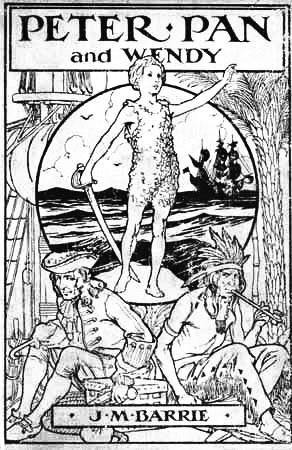
Coperta ediției din 1915 a romanului scris de J. M. Barrie, publicat mai întâi în 1911 și ilustrat de F. D. Bedford.

Peter Pan a apărut mai întâi în a secțiunea Mica pasăre albă, un roman din 1902 scris de J. M. Barrie pentru adulți.
Cea mai cunoscută aventură a personajului a apărut mai întâi în 27 december 1904, sub forma unei piesă de teatru intitulată Peter Pan, sau Băiețelul care a refuzat să crească. Piesa a fost adaptată și extinsă puțin sub forma unui roman, publicat în 1911 ca Peter și Wendy.
După succesul piesei din 1904, publiciștii lui Barrie, Hodder și Stoughton, au extras capitolele 13–18 din Mica pasăre albă și le-au republicat în 1906 sub titlul Peter Pan în Kensington Gardens, cu adăugarea ilustrațiilor de Arthur Rackham.

## Înfățișare
Barrie nu a descris înfățișarea lui Peter Pan în amănunt, nici în romanul Peter și Wendy (1911), lăsând mult loc pentru imaginația cititorului pentru interpretarea oricui adaptează personajul. Barrie menționează în Peter și Wendy că Peter Pan încă mai avea toți "dinții de lapte". El îl descrie ca fiind un băiat frumos, cu un zâmbet plăcut, "îmbrăcat cu frunze de și liane care atârnă din copaci". În piesă, costumul lui Peter este format din frunze de toamnă și pânze de păianjeni. Numele său și faptul că el cântă la fluier sau la flaut poate face aluzie la personajul mitologic Pan.
În mod tradițional, personajul a fost jucat pe scenă de o femeie adultă. În producțiile originale din Marea Britanie, costumul lui Peter Pan a fost format dintr-o tunică roșcată și colanți de culoare verde închis asemeni celor purtați de Nina Boucicault în 1904 și expuși în locul de naștere al lui Barrie și purtați de Pauline Chase (care a jurat rolul din 1906 până în 1913), acum expuși în Muzeul de la Londra. Ediții vechi ale adaptărilor poveștii descriu tot un costum roșu, dar un costum verde (fie că era sau nu era făcut din frunze) devine mai obișnuit începând cu anii 1920, și mai ales mai târziu, după difuzarea filmului de animație făcut de Disney.
În filmele Disney, Peter poartă un costum format dintr-o tunică verde cu mâneci scurte, colanți făcuți probabil din pânză și o beretă cu o pană roșie. El are urechi ascuțite, ca un spiriduș, ochi căprui, și păr roșcat. În filmul de acțiune din 2003, el este interpretat de Jeremy Sumpter, care are păr blond și ochi albaștri, e piedi nudi  iar costumul lui este făcut din frunze și viță de vie. În Hook (1991), el este interpretat ca adult de Robin Williams, cu ochi albaștri și păr castaniu închis, dar în amintirile din tinerețea sa, părul său este castaniu deschis. În acest film urechile lui sunt ascuțite numai când el este Peter Pan, nu Peter Banning; hainele lui Pan sunt asemănătoare cu costumul din filmul lui Disney (mai puțin bereta).
În romanul Peter Pan în haină roșie (lansat pe plan internațional în 2006), Geraldine McCaughrean adaugă la descrierea înfățișării sale, precizând că are ochi albaștri și păr blond deschis (sau o culoare mai deschisă decât negru). În acest roman, în Țara de Nicăieri este toamnă, astfel că Peter poartă o tunică cu pene de gaiță și frunze de arțar. În povestirile Starcatcher scrise de Dave Barry și Ridley Pearson, Peter are păr de culoare portocalie ca morcovii și ochi albaștri strălucitori.

## Vârsta

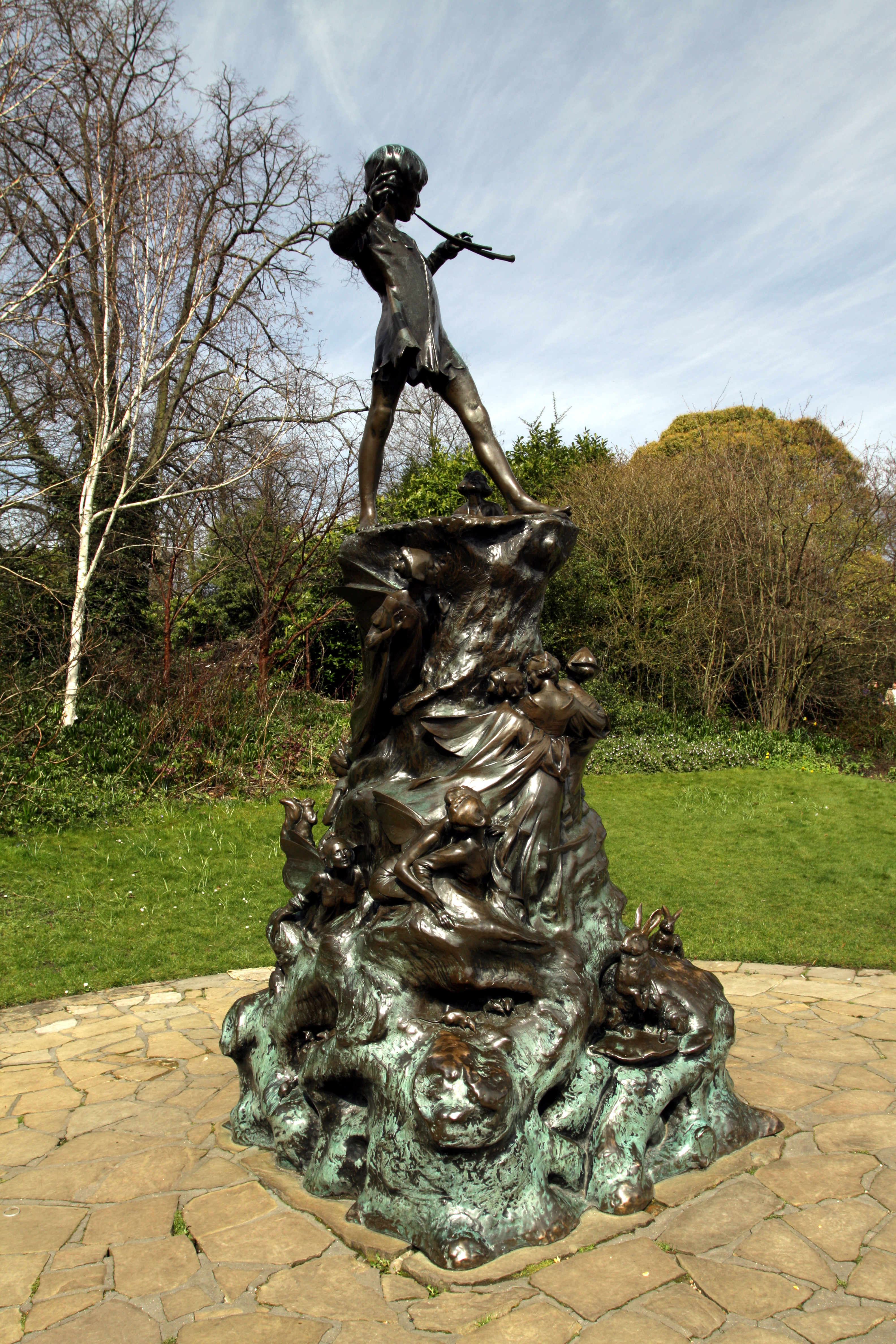
Statuia lui Peter Pan din Kensington Gardens, Londra, Anglia

Ideea unui băiat care a refuzat să crească s-a bazat pe fratele mai mare al lui J.M. Barrie, care a murit într-un accident de patinaj în ziua precedentă celei în care împlinea 14 ani și astfel a rămas ca un băiețel în memoria mamei sale. Personajul unui "băiat care a refuzat să crească" a apărut la o varietate de vârste.
- În această apariție originală, din Mica pasăre albă (1902), el avea numai șapte zile.
- Deși vârsta nu este precizată în piesa de teatru de mai târziu a lui Barrie (1904) și nici în roman (1911), caracterizarea lui este făcută clar după câțiva ani. Cartea conține precizarea că el are toți dinții de lapte.
- Modelul pe care Barrie a intenționat să-l folosească pentru statuia lui Peter sculptată de George Frampton care a fost ridicată în Kensington Gardens în 1912 a fost un set de fotografii ale lui Michael Llewelyn Davies, făcute la vârsta de șase ani.
- Ilustrații vechi ale personajului îl prezintă ca având acea vârstă sau cu câțiva ani mai mare.
- În adaptarea din 1953, făcută de Disney și în continuarea sa din 2002, Peter apare ca fiind spre finalul copilăriei, între 10 și 13 ani. (Actorul care a fost vocea personajului în 1953 a fost Bobby Driscoll, în vârstă de 15 ani.)
- În filmul din 2003, Jeremy Sumpter avea 13 ani când au început filmările; până la terminarea filmărilor, el împlinise 14 ani și crescuse cu câțiva centimetri.
- În filmul Hook (1991), Peter plecase din Țara de Nicăieri de mulți ani, renunțase la tinerețea sa veșnică și înaintase în vârstă ca un om normal. Când și-a amintit de trecutul său demult uitat, Peter apare ca bebeluș, băiețel și aproape adolescent, ceea ce înseamnă că procesul de îmbătrânire nu se oprește complet în Țara de Nicăieri până la pubertate sau cu puțin timp înainte, sau Peter a înaintat puțin în vârstă de fiecare dată când a părăsit Țara de Nicăieri pentru a veni în lumea reală. Când Peter spune, "Îmi amintesc că erai mult mai înalt," în duelul final, Hook răspunde, "pentru un băiat de 10 ani, sunt imens." El este in terpretat de Robin Williams, care avea 39 de ani în vremea când a fost produs filmul.

## Personalitate
Peter este în principal un stereotip exagerat al unui băiat lăudăros și fără griji. El se grăbește să spună cât de grozav este, chiar și atunci când asemenea afirmații sunt îndoielnice (cum a fost când el s-a felicitat singur pentru succesul lui Wendy în re-lipirea umbrei sale). În carte și în piesa de teatru, la fel ca și în ambele adaptări de film, Peter fie simbolizează sau personifică egoismul copilăriei, care este demonstrat în opera lui Barrie prin uitare constantă și comportament egocentrist.
Peter are o atitudine indiferentă, de iresponsabil și de încrezut neînfricat când trebuie să înfrunte pericolul. Barrie scrie că atunci când Peter a crezut că va muri pe Stânca lui Marooner, el a fost speriat, dar a simțit numai un fior pe când orice altă persoană s-ar fi simțit speriată de moarte. Cu atitudinea sa lipsită de griji față de moarte, el spune: "A muri va fi o aventură grozav de importantă". El repetă această replică, fiind adult în filmul Hook (1991), în timpul luptei cu Hook aproape de punctul culminant al filmului. Atunci el inversează fraza chiar la finalul filmului, afirmând: "A trăi va fi o aventură grozav de importantă". Această replică a fost de fapt preluată din finalul ultimei scene din piesa de teatru, când naratorul nevăzut și fără nume cugetă la evenimentele care se desfășurau dacă Peter ar fi rămas cu Wendy, astfel încât vorbele lui ar fi devenit: "A trăi ar fi o aventură grozav de importantă!", "dar el nu a reușit să se obișnuiască cu ea".
În unele variante ale poveștii și în unele sub-produse, Peter poate fi și foarte egoist și arogant. În Adaptarea Disney (1953), Peter este foarte critic și pompos (de exemplu, îi numește "capete seci" pe băieții pierduți și când spun copiii familiei Darling că ar trebui să se întoarcă acasă imediat, el înțelege greșit dorința lor și presupune cu furie că ei vor să crească mari). Totuși, el are un puternic simț al dreptății și întotdeauna sare imediat în ajutorul celor aflați în pericol.
În filmul de acțiune din 2003, Peter Pan este sensibil în privința subiectului "a crește mare". Când e confruntat de Hook în privința faptului că Wendy va crește, se va căsători și eventual "va închide fereastra" în fața lui Peter, el devine foarte deprimat și în cele din urmă renunță la Wendy.

## Abilități
Abilitatea arhetipală a lui Peter este tinerețea lui nemuritoare. În Peter și Wendy este explicat că Peter trebuie să uite aventurile și ceea ce învață despre lume pentru a rămâne ca un copil. Prequel-urile neautorizate scrise de Barry și Pearson atribuie tinerețea eternă a lui Peter faptului că a fost expus la pulbere de stele, o substanță magică, care a căzut pe pământ.
Capacitatea lui Peter de a zbura este explicată fără consecvență. În Mica pasăre albă, el este capabil să zboare pentru că el – ca toți bebelușii – este parțial pasăre. În piesa de teatru și în roman, el îi învață pe copiii familiei Darling să zboare folosind o combinație de "gânduri drăguțe și minunate" (care au devenit "gânduri fericite" în filmul lui Disney) și praf de zână; nu este clar dacă el vorbește serios că "gânduri minunate" sunt necesare (s-a făcut în roman precizarea că aceasta era numai o diversiune pentru ca alții să nu afle că praful de zână era de fapt sursa adevărată a zborului), sau dacă are și el nevoie de praful de zână. Totuși, în Dedicația lui Barrie la piesa de teatru Peter Pan, Băiatul care a refuzat să crească, autorul atribuie ideea că praful de zână este necesar pentru zbor unor considerații mai practice:

...after the first production I had to add something to the play at the request of parents (who thus showed that they thought me the responsible person) about no one being able to fly until the fairy dust had been blown on him; so many children having gone home and tried it from their beds and needed surgical attention. (română...după prima producție a trebuit să adaug ceva piesei la cererea părinților (și astfel au dovedit că ei mă considerau persoană responsabilă) despre faptul că nimeni nu era capabil să zboare până când nu sufla cineva praf de zână asupra lui; atât de mulți copii merseseră acasă și încercaseră să zboare de pe paturile lor și au avut nevoie de intervenții chirurgicale.) - J.M. Barrie

În Hook, adultul Peter nu este capabil să zboare până când își amintește "gândul său fericit". Capacitatea de a zbura este atribuită și prafului de zână – în aparență identic cu praful de zână – în prequel-urile Starcatchers (Cei care prind stelele).
Peter are o influență asupra întregii Țări de Nicăieri și asupra locuitorilor ei, când el se află acolo. Barrie afirmă că deși Țara de Nicăieri îi pare diferită fiecărui copil, insula "se trezește la viață" când Peter se întoarce din călătoria sa la Londra. În capitolul "Laguna sirenelor" din cartea Peter și Wendy, Barrie scrie că Peter poate face aproape orice. El este un duelist abil, rivalizând chiar cu Căpitanul Hook, a cărui mână a tăiat-o într-un duel. El are o vedere și un auz extraordinar de bune. El este priceput la mimă, imitând vocea lui Hook, dar și tic-tac-ul făcut de Crocodil. În filmul din 2003, sirenele vorbesc producând sunete asemănătoare celor ale delfinilor, pe care Peter le poate înțelege și vorbi.
În cărțile Peter Pan și Wendy și Peter Pan în haine roșiatice, sunt făcute aluzii variate la capacitatea lui Peter de a-și imagina lucrurile pentru a le crea, cum ar fi mâncarea, deși capacitatea aceasta are un rol mai important în Peter Pan în haine roșiatice. El creează ferestre și uși imaginare ca o metaforă fizică pentru faptul că îi ignoră sau îi evită pe însoțitorii săi. El pare să simtă când se apropie pericolul.
În Peter și Wendy, Barrie afirmă că legenda despre Peter Pan pe care D-na Darling a auzit-o în copilărie era că atunci când mureau copiii, el îi însoțea o parte din drum spre destinația lor astfel încât să nu le fie frică; el seamănă astfel cu zeul grec Hermes în rolul său de psihopomp.
În piesa originală, Peter spune că nimeni nu are voie să îl atingă (deși nu știe de ce), și indicațiile de scenă specifică faptul că nimeni nu îl atinge de-a lungul piesei. Wendy se apropie de Peter să îi dea un "degetar" (sărut), dar este oprită de Tilincuța.

## Relații

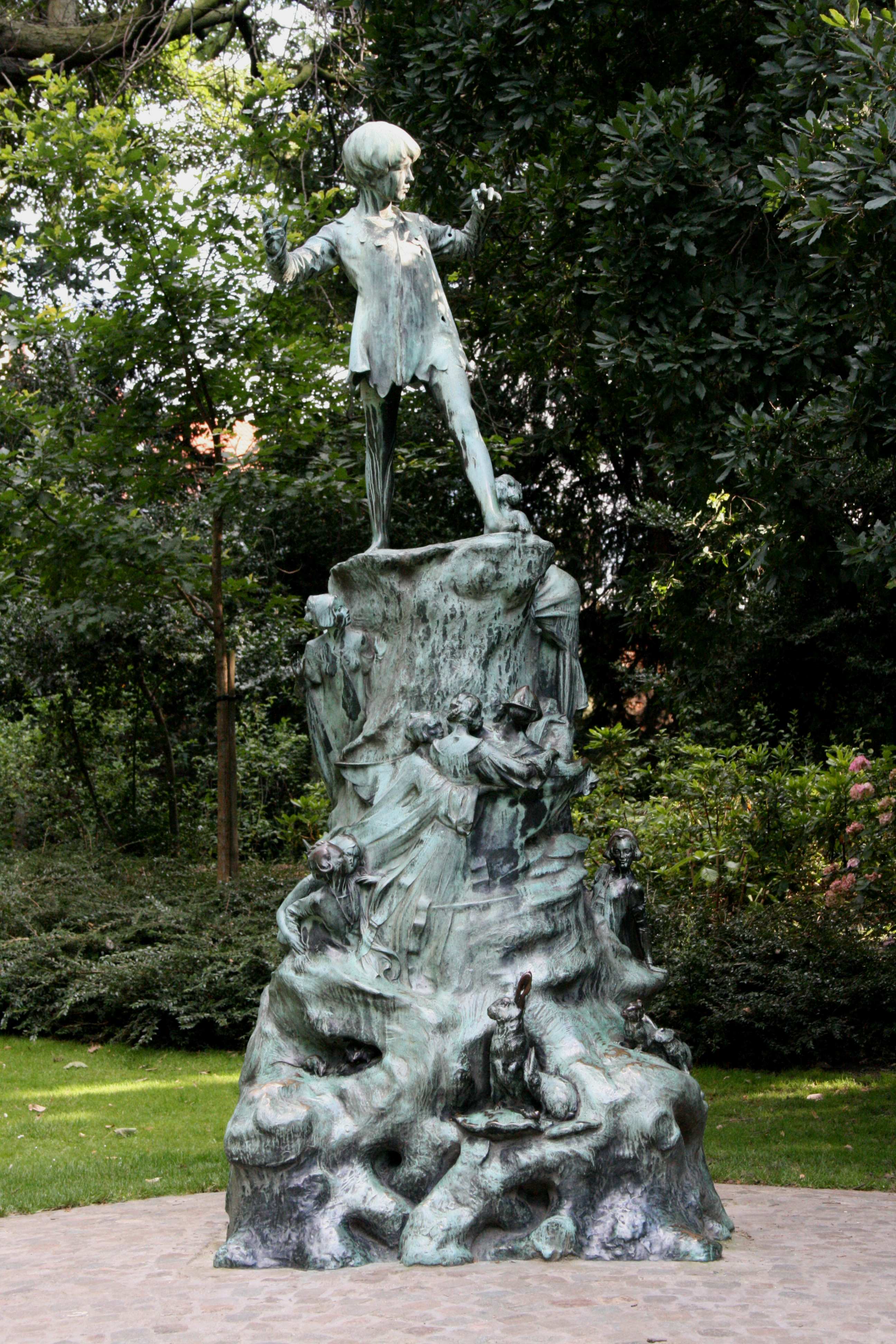
Statuie în Bruxelles, Belgia

### Familie

#### Părinți
Peter nu știe cine sunt părinții săi. În Peter Pan în Kensington Gardens, Barrie a scris că ei l-au părăsit pe când era bebeluș, iar el, văzând fereastra închisă și un nou bebeluș în casă, când s-a întors după câtva timp, el a presupus că ei nu îl mai voiau. În Starcatchers (Cei care prind stelele), el este orfan, deși prietenii săi, Molly și George descoperă cine sunt părinții săi în Rundoon. În Hook, Peter își amintește de părinții săi, mai ales de mama sa, care voia ca el să crească și să meargă la cele mai bune școli din Londra să devină judecător ca tatăl său și să aibă o familie. După ce Peter a zbucat la Kensington Gardens, s-a întors și a aflat că părinții săi îl uitaseră și aveau un alt copil (se precizează că fratele lui Peter este un băiat în Peter și Wendy).

#### Jack și Maggie
În Hook, Peter spune că motivul pentru care a vrut să crească a fost pentru a fi tată. El a întâlnit-o și s-a îndrăgostit de nepoata lui Wendy, Moira, ceea ce îl face să renunțe la nemurire și să se căsătorească cu ea. În film, ei au doi copii, Jack și Maggie. Totuși, el se îndepărtează de amândoi, cu absența sa constantă și cu promisiunile călcate, ceea ce o supără pe Moira. Fiul său preadolescent, Jack, este frustratrat adesea din cauza absențelor prelungite ale lui Peter, astfel că el se întoarce spre Căpitanul Hook ca tată. În timp ce fiica sa cea mică, Maggie, își păstrează încrederea în Peter, ceea ce îl ajută ca, împreună cu băieții pierduți să o salveze pe ea și pe Jack de la Hook.  Peter își păstrează multe caracteristici distractive după vizita finală în Țara de Nicăieri, ceea ce face ca relația sa cu Jack, Maggie și Moira să devină mai puternică.

### Prieteni

#### Maimie Mannering
Pe când se afla în Kensington Gardens, Peter întâlnește o fată pierdută pe nume Maimie Mannering și cei doi devin repede prieteni. Peter o cere chiar în căsătorie pe Maimie. Deși Maimie vrea să rămână în Gardens cu Peter, ea își dă seama că mama ei este foarte îngrijorată din cauza ei și ea trebuie să se întoarcă acasă. Ea îi promite să nu-l uite niciodată și se-ntoarce la mama ei.  Maimie îl va păstra pentru totdeauna în amintire pe Peter. Când crește mare, ea continuă să se gândească la Peter, dedicându-i cadouri și scrisori. Pentru a-și aminti de Maimie, Peter călărește capra imaginară pe care a creat-o Maimie pentru el. Maimie este considerată a fi predecesoarea literară a personajului Wendy Darling.

#### Familia Darling

##### Wendy Darling
Se face aluzie că Wendy are sentimente romantice pentru Peter, dar nu poate fi cu el din cauza incapacității lui de a o iubi. În filmul din 2003, Peter Pan, sentimentul este reciproc, căci singurele gânduri nefericite, pe care este capabil Căpitanul Hook să le folosească pentru a-i înlătura lui Peter capacitatea de a zbura sunt gândurile că Wendy îl părăsește, crește și îl înlocuiește cu un șoț; Wendy este și ea capabilă să îl salveze pe Peter dându-i sărutul ei secret (ceea ce înseamnă că Peter este dragostea ei fidanzato), ceea ce îi dă iarăși puterea de a trăi. În filmul Hook, Wendy mai bătrână spune că avea (și poate, încă mai are) sentimente pentru Peter, spunând chiar că a fost șocată că el nu a venit să o oprească în ziua nunții ei. În continuarea filmului de Disney, din 1953, Întoarcere în Țara Nicăieri, Peter și Wendy, adultă, se reîntâlnesc scurt, dar sunt fericiți și continuă să aibă sentimente unul pentru celălalt. În romanul original, Peter se-mprietenește mai târziu cu fiica lui Wendy, Jane (și apoi cu fiica ei, Margaret), iar acest model va continua mereu. Din când în când, Peter vizitează lumea reală și se-mprietenește cu copii. Wendy Darling, pe care a recrutat-o să fie "mama" lui, este cea mai importantă dintre ei; el îi aduce și pe frații ei, John și Michael în Țara de Nicăieri, la cererea ei.  Este precizat faptul că Wendy a fost singura fată care i-a captat atenția.

##### John Darling și Michael Darling
John, fratele mai mare din familia Darling, se dovedește a fi extrem de matur pentru vârsta lui. El devine fascinat de piraterie și îl imită pe Căpitanul Hook când se joacă acasă cu frații săi. Nu numai că este sofisticat, dar John este și curajos, dar și inteligent. De obicei, Peter îi dă lui John sarcini, făcându-l responsabil cu îndrumarea băieților pierduți când Peter nu este acolo. Michael, cel mai mic dintre copiii familiei Darling, este convins că Peter Pan este o persoană reală după ce aude cât de înflăcărat povestește Wendy despre el. Când se joacă în odaia copiilor, Michael joacă rolul lui of Peter Pan, pe care el îl admiră.

##### Molly Darling  și George Darling
În seria de romane Starcatchers (Cei care prind stele), el se împrietenește cu Molly Aster și cu tânărul George Darling. În primul roman din serie, Peter și cei care prind stele, Peter este un orfan care se îmbarcă pe vaporul Țara de Nicăieri și o întâlnește pe Molly pentru prima dată. De-a lungul seriei, sunt aluzii că ei au sentimente romantice unul pentru altul, iar Molly spune că i-ar plăcea să-l revadă într-o bună zi. Ei se sărută în al treilea roman, Peter și secretul din Rundoon, înainte de a se despărți. Peter îl cunoaște pe George Darling în al doilea roman, "Peter și hoții din umbră", care îl ajută să se ascundă de dușmani și cei doi devin prieteni.

#### Locuitorii din Țara de Nicăieri

##### Tiger Lily
Tiger Lily este fiica lui Great Big Little Panther, șeful tribului Nativ American Piccaninny, care locuiesc în Țara de Nicăieri. Barrie se referă la ea ca fiind "o prințesă cu toate drepturile", și este adesea descrisă ca o prințesă.  Ea este răpită de pirați și lăsată să moară pe Stânca lui Marooner, de unde o salvează Peter. Se face aluzie la sentimentele romantice pe care ea le are pentru Peter, dar el nu simte același lucru, pentru că el nu-și dă seama deloc de sentimentele altora. În filmul de Disney, Tiger Lily dansează cu Peter după ce se întoarce la tribul ei și își dovedește dragostea sărutându-l, iar el se înroșește puternic. Acest lucru o face pe Wendy geloasă pe Tiger Lily.

##### Clopoțica
Clopoțica, o zână obișnuită, care este cea mai bună prietenă a lui Peter Pan și adesea îl apără cu gelozie. Ea este prietena care îl ajută în escapadele sale. Ca zână, acțiunile ostile pe care le face Clopoțica sunt de obicei cauzate de gelozie, ceea ce duce la alte acțiuni ostile, cum ar fi acțiunea băieților pierduți de a trage cu săgeți după Wendy (sau aproape au omorât-o cu pietre în filmul Disney), și eventual chiar îi spune Căpitanului Hook unde se află ascunzătoarea lui Peter, crezând că Wendy va fi capturată, nu Peter. Când Clopoțica își dă seama că a făcut o mare greșeală, își pune viața în pericol prin faptul că bea otrava pe care a lăsat-o Hook pentru Peter (sau duce departe bomba lui Hook în filmul Disney). Credința și devotamentul ei extrem față de Peter sunt eterne.

##### Băieții pierduți
Peter este conducătorul băieților pierduți, între care sunt incluși Tootles, Nibs, Slightly, Curly și Gemenii. Băieții Pierduți sunt o bandă de băieți care au fost pierduți de părinți după ce "au căzut din cărucior", și au venit să stea în Țara Nicăieri; scrie că el "îi îngustează" pe măsură ce ei încep să crească. Ei dovedesc că îi păzesc lui Peter spatele și îl apără în situații dificile, inclusiv în conflicte periculoase cu Căpitanul Hook.

### Dușmani

#### Căpitanul Hook
Căpitanul Hook este cel mai mare dușman al lui Peter Pan, al cărui mână dreaptă (sau stângă) a fost tăiată într-un duel. Echipajul lui Hook, inclusiv Smee și Starkey, îl consideră dușman. Cele două temeri majore ale căpitanului Hook sunt vederea propriului său sânge (care se presupune că are o culoare nefirească) și un crocodil fatal. Numele lui este format din fierul de cârlig care i-a înlocuit mâna dreaptă (sau stângă), tăiată de Peter Pan și mâncată de un crocodil de apă sărătă, care apoi îl urmărește pe Hook în speranța că îl va mânca.
În filmul de animație, Hook vrea să se răzbune pe Peter Pan pentru că i-a dat crocodilului să mănânce mâna sa stângă și refuză să părăsească Țara Nicăieri înainte de răzbunare. De-a lungul filmului, Hook este susținut de dl Smee. După ce îi promite Tilincuței "să nu îl atingă nici cu un deget (sau un cârlig) pe Peter Pan", el pune o bombă în acunzătoarea lui Peter (reprezentând flaconul lui Barrie cu otravă). La finalul filmului, Hook este urmărit de crocodil și se îndepărtează. Walt Disney a insistat să fie ținut Hook în  viață, spunând: "Pubicul se va obișnui și îl vor plăcea pe Hook, de aceea nu vor să îl vadă omorât." În urmarea Peter Pan: Întoarcere în Țara Nicăieri, Hook o confundă pe fiica lui Wendy, Jane, cu Wendy, și o folosește ca momeală pentru a-l ademeni pe Peter Pan și să-l omoare.

#### Dl. Smee
Dl. Smee este timonierul Căpitanului Hook și aghiotantul acestuia în piesa lui J. M. Barrie Peter Pan, or the Boy Who Wouldn't Grow Up („Peter Pan sau Băiețelul care a refuzat să crească”) și în romanul Peter and Wendy. Dl. Smee este, de asemenea, confidentul Căpitanului Hook. Spre deosebire de ceilalți pirați, Smee este de multe ori neîndemânatic și incapabil de a captura efectiv pe vreunul dintre băieții pierduți. Mai degrabă decât să se implice în planurile diabolice ale Hook, Smee caută în schimb un loc sigur în care să își ascundă prada.

## Publicații

### Lucrări originale
- 1904 - Peter Pan, sau Băiatul care a refuzat să crească (piesă) : Peter îi aduce pe Wendy și frații ei în Țara Nicăieri, unde are o confruntare importantă cu cel mai mare dușman al său, Căpitanul Hook. Această poveste a fost mai târziu romanizată de Barrie, și adaptată sub diverse forme în mass media.
- 1906 - Peter Pan în Kensington Gardens: o poveste despre origini, în care bebelușul Peter zboară de acasă, locuiește în Kensington Gardens și se împrietenește cu zânele. Este o carte cu "povestire-în-ramă" care a fost publicată mai întâi în cartea lui Barrie, Mica pasăre albă în 1902.
- 1911 - Peter și Wendy (roman), publicat mai târziu ca Peter Pan și Wendy, povestire sub formă de roman a piesei și care cuprinde evenimentele din continuarea lui Barrie, An Afterthought (Un gând ulterior).

### Alte lucrări
- 2004-2007: Peter și cei care prind stelele, Peter și hoții de umbre (2006), Peter și secretul din Rundoon (2007), Peter și sabia îndurării (2009), o serie de romane scrise de Dave Barry și Ridley Pearson: Peter pleacă dintr-un orfelinat din Londra și are o mulțime de aventuri, care spun povestea originii Căpitanului Hook, a zânelor, a abilităților sale și a băieților pierduți.  Împreună cu Molly Aster, Peter învinge numeroși dușmani și salvează lumea de mai multe ori. Tilincuța ne este prezentată.
- 2006 - Peter Pan în haină roșie (2006), un roman scris de Geraldine McCaughrean: Wendy, John și majoritatea băieților pierduți se întorc în Țara Nicăieri, unde Peter i-a luat locul Căpitanului Hook. Este urmarea oficială a romanului Peter și Wendy.

## Filmografie
- 1924 - Peter Pan, un film mut lansat de Paramount Pictures, prima adaptare a piesei de teatru de J.M. Barrie.
- 1953 - Peter Pan,  un film de animație produs de Walt Disney și adaptat după piesa de teatru.
- 1990 - Peter Pan și pirații ("20th Century Fox's Peter Pan & the Pirates"), serial animat american produs de: Peter Lawrence, Chris Hubbell, Larry Carroll și David Carren.
- 2003 - Peter Pan, un film lansat de Universal Pictures, Columbia Pictures și Revolution Studios, regizat de P.J. Hogan pe baza povestirii clasice scrisă de J.M. Barrie.

## În cultura populară
- De la includerea personajului în filmul de animație din 1953, Walt Disney a continuat să îl folosească drept personaj tradițional și în continuarea filmului, Întoarcere în Țara Nicăieri și în parcuri, ca personaj care poate fi întâlnit, precum și centrarea pe călătoria întunecată, Zborul lui Peter Pan; el apare în Casa șoarecelui, Crăciunul magic al lui Mickey, și jocurile video Kingdom Hearts.
- Humphrey Carpenter, biograful lui J.R.R. Tolkien a scris că impresiile lui Tolkien cu privire la o producție a cărții lui Barrie, Peter Pan, din Birmingham, din 1910 "se poate să fi avut ceva de-a face cu" ideea sa originală din Elfii din centrul pământului.[16]
- În serialul de televiziune A fost odată ca niciodată, o versiune răutăcioasă a lui Peter Pan apare ca personaj negativ în prima jumătate a celui de-al treilea sezon al serialului, în care este dezvăluit faptul că el a fost tatăl lui Rumpelstiltskin. Pe când era băiat, el a visat la Țara Nicăieri, iar când a descoperit că se poate duce acolo într-adevăr, el și-a recâștigat tinerețea profitând de forțele magice ale țării și a ales numele după cel al păpușii fiului său. El intenționa să rămână acolo pentru totdeauna, dar o umbră i-a spus că era imposibil și i-a arătat o clepsidră, care arată cât timp i-a mai rămas. Furând inima celui mai sincer apărător al Țării Nicăieri, Pan ar fi capabil să îndepărteze sfârșitul și să își câștige nemurirea. Pan reușește să își atingă țelul, dar este în cele din urmă oprit și ucis de fiul său, Rumpelstiltskin.

Numele Peter Pan a fost adoptat pentru diverse scopuri de-a lungul anilor:
- Trei cai de rasă pur sânge au fost numiți cu acest nume, iar primul s-a născut în 1904.
- Numele a fost adoptat de mai multe firme de afaceri, printre care Peter Pan Bus Lines, Peter Pan peanut butter, și Peter Pan Records.
- Un program vechi din anii 1960, în care copii cubanezi au fost trimiși nesupravegheați la Miami să scape de maltratarea anticipată sub regimul Castro nou, pe atunci, a fost numit Operation Peter Pan (sau Operación Pedro Pan, Operațiunea Peter Pan).
- Dr. Dan Kiley a popularizat sindromul Peter Pan (puer aeternus) în cartea sa din 1983, The Peter Pan Syndrome: Men Who Have Never Grown Up (Sindromul Peter Pan: Bărbați care nu s-au maturizat),[17] despre indivizi (de obicei bărbați[18]) cu un grad de maturitate subdezvoltată; următoarea sa carte, The Wendy Dilemma (Dilema lui Wendy) (1984), dă sfaturi femeilor care sunt implicate romantic cu "Peter Pan"-i, cum să își îmbunătățească relațiile.[19]
- Artista japoneză în manga, Mayu Sakai, a potrivit versiunea engleză a termenului, puer aeternus, pentru serialul ei, Peter Pan Syndrome (Sindromul Peter Pan).[20]
- Peterpan este fostul nume al unei trupe indoneziene de pop-rock, numită acum Noah.